# Sousa (Paraíba)
Sousa é um município brasileiro no estado da Paraíba, distante 432 quilômetros a oeste de João Pessoa, capital estadual.
Situada às margens do rio do Peixe, Sousa foi primeiramente batizada "Jardim do Rio do Peixe". Fundada por Bento Freire de Sousa e pelo capitão-mor José Gomes de Sá, ambos originários de Sousa, Portugal, batizaram-na segundo o que preconizava a Carta Régia de 22 de julho de 1766, que os administradores de vilas denominassem as novas localidades com nomes de lugarejos e cidades de Portugal, o que deixa clara a origem do atual nome.
No dia 4 de junho de 1800, a vila é oficialmente instalada, sendo elevada à categoria de cidade em 10 de julho de 1854. Somente no século XX, a cidade passou por um intenso de processo de urbanização, sendo hoje, o sexto município mais populoso do estado.

## História

### Das origens ao século XIX
A colonização da região às margens do rio do Peixe, no oeste da Capitania da Paraíba, por colonos vindos da Bahia, Pernambuco e São Paulo, ocorreu no fim do século XVII, por volta de 1691. O desbravamento dos sertões nos séculos XVI e XVII foi gradativo, exigindo dos exploradores sertanistas empreenderem um grande esforço para dominar terras menos conhecidas e mais distantes do litoral.  A primeira sesmaria surgiu em 29 de novembro de 1708 e foi doada a Antônio José da Cunha pelo governador da capitania, João da Maia da Gama. Em 1723, os irmãos Francisco e Teodósio de Oliveira Ledo doaram a sesmaria para a Casa da Torre da Bahia, da família d'Ávila.

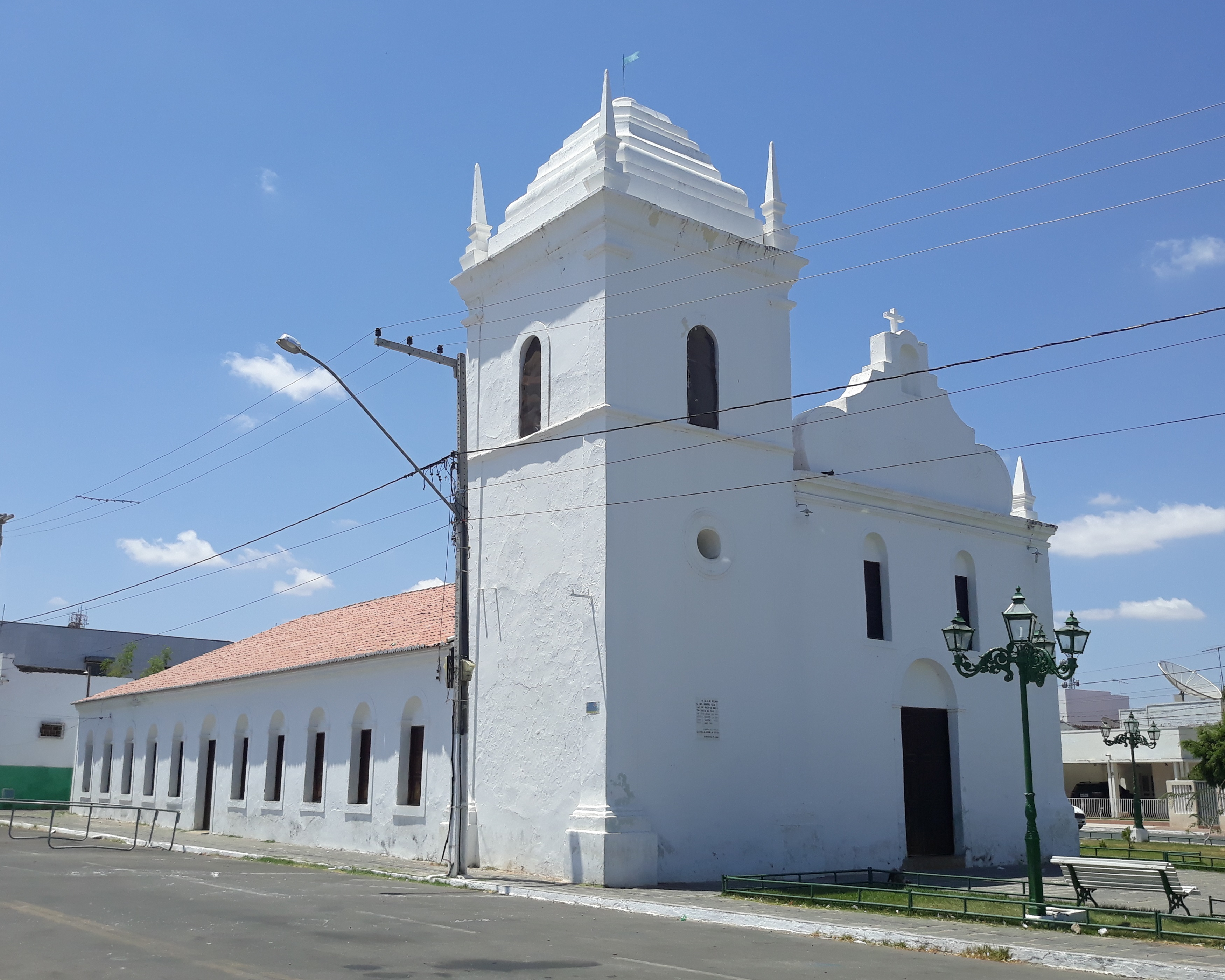
Igreja Nossa Senhora do Rosário dos Pretos, primitiva Igreja de Nossa Senhora dos Remédios, o mais antigo templo católico de Sousa, tombado em 1999

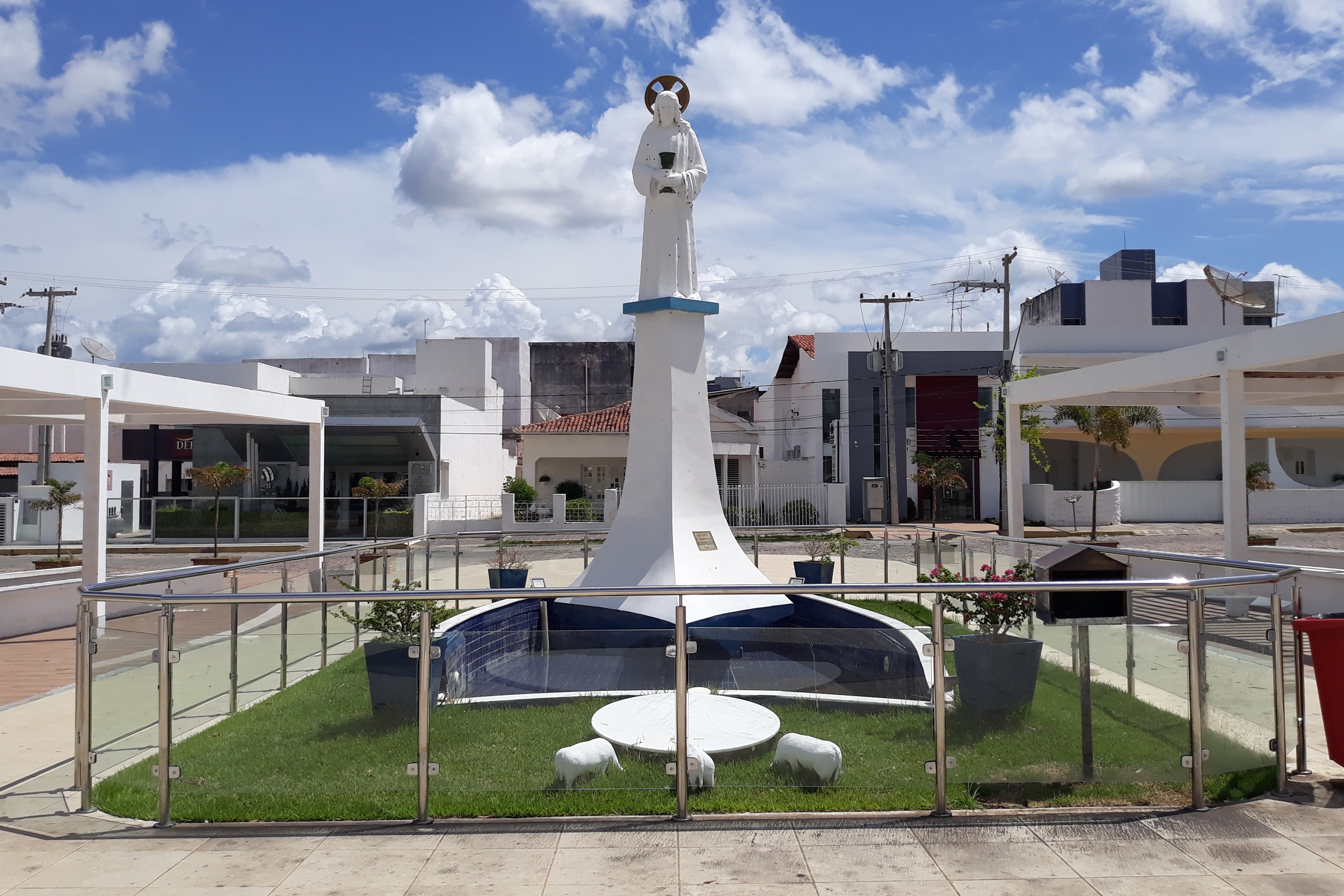
Estátua erigida em memória do milagre eucarístico de Sousa

Devido à fertilidade do terreno local, novos moradores foram surgindo, dando origem ao povoado de Jardim do Rio do Peixe, dentre eles Bento Freire de Sousa e o capitão-mor José Gomes de Sá, que receberam a sesmaria da Casa da Torre por volta de 1730. Com essa doação, Bento Freire idealizou a primeira capela do povoado, dedicada a Nossa Senhora dos Remédios, atual Igreja do Rosário dos Pretos, construída entre 1730 e 1732.
Em 22 de julho de 1766, por Carta Régia, o povoado é elevado à categoria de vila. Em 7 de março de 1784, a freguesia de Nossa Senhora dos Remédios é desmembrada da freguesia de Nossa Senhora do Bom Sucesso de Pombal e, em 4 de junho de 1800, quase 34 anos após a criação da vila, esta é formalmente instalada com a denominação Villa Nova de Sousa.
Em 1814, no dia 25 de março, data em que a Igreja Católica celebra a solenidade da Anunciação do Senhor, ocorre o milagre eucarístico de Sousa, durante uma missa celebrada na Igreja do Rosário dos Pretos. No mesmo ano, tem início a construção da atual Igreja de Nossa Senhora dos Remédios, que foi paralisada a partir de 1817 pelos 25 anos seguintes.
Pela lei provincial n° 28, de 10 de julho de 1854, a vila é elevada à categoria de cidade com a denominação Sousa. Em 1859, é criado o distrito de Cajazeiras que, em 1863, é emancipado por lei provincial, tornando-se município. Neste mesmo ano é criado o distrito de São João do Rio do Peixe, desmembrado em 1881. Em 1872, ano em que foi realizado o primeiro censo demográfico do então Império do Brasil, Sousa possuía uma população de 29 726 habitantes, sendo o município mais populoso da província da Paraíba. Seu território, na época, abrangia uma extensa área do oeste da província. Em 1897, o agricultor Anísio Fausto da Silva descobre as primeiras pegadas de dinossauro do Brasil, na atual localidade de Passagem das Pedras.

### Dos anos 1900 aos anos 1960

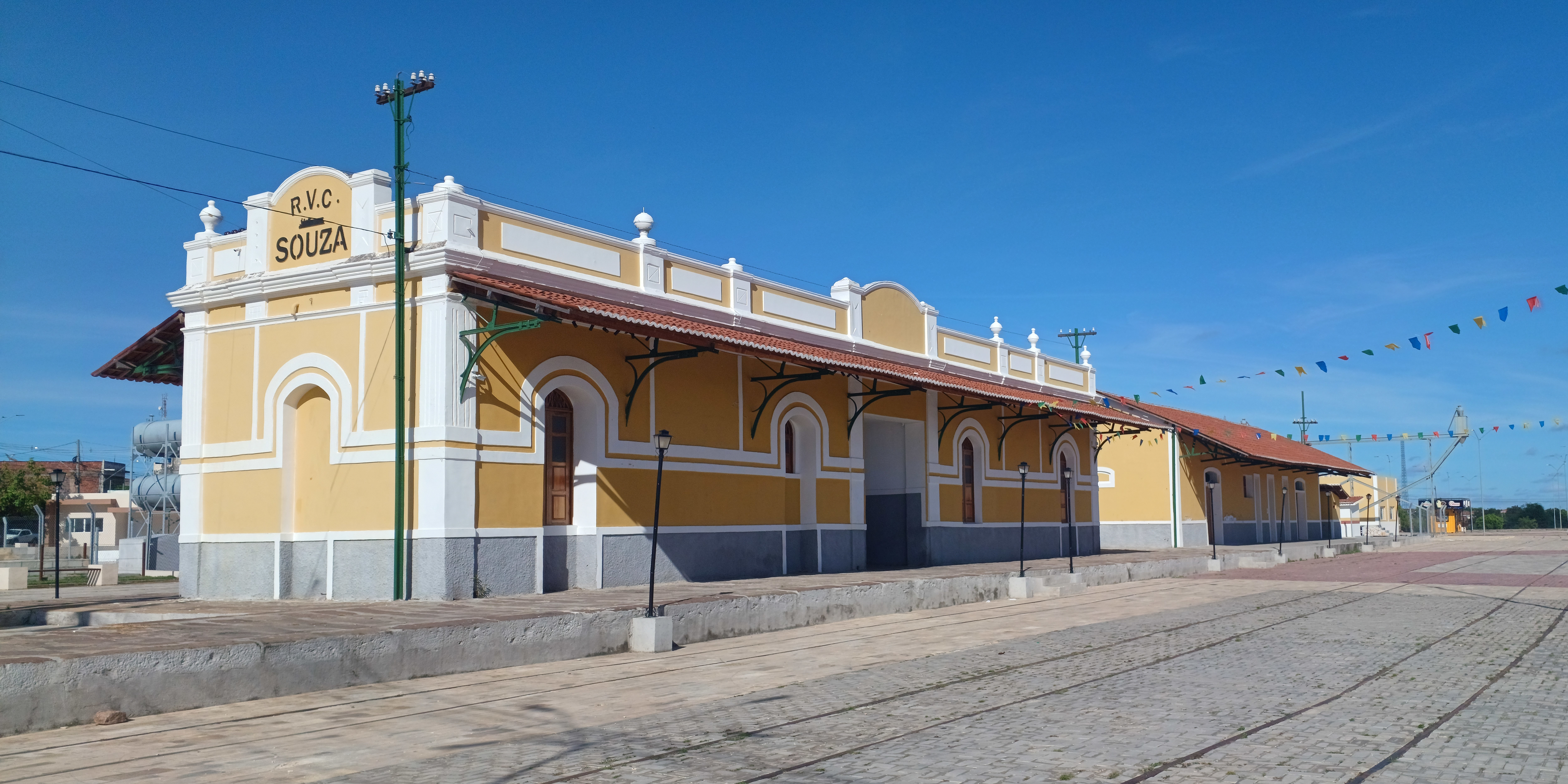
Antiga estação ferroviária de Sousa, inaugurada em 13 de maio de 1926

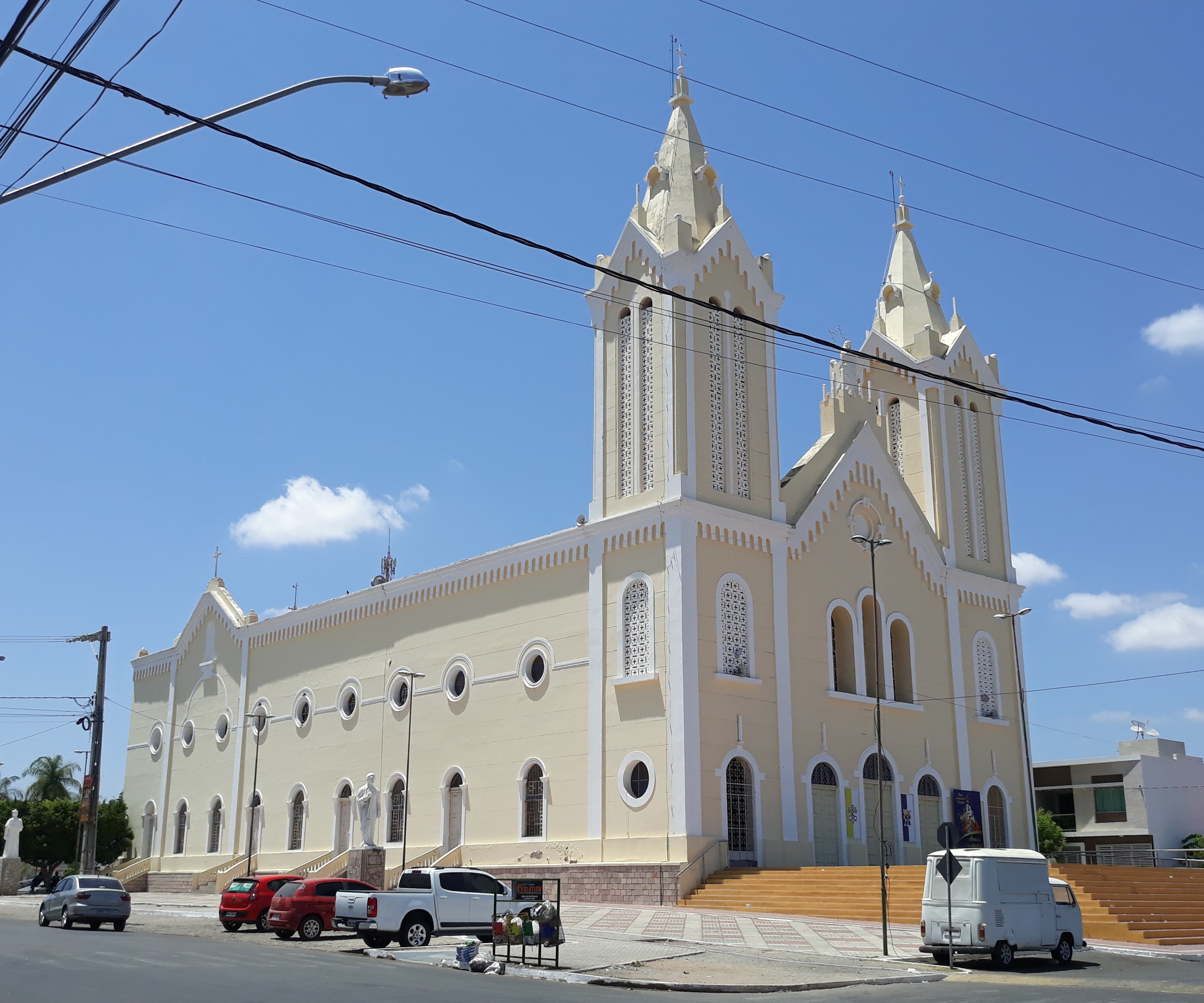
Atual Igreja Matriz de Nossa Senhora dos Remédios, construída no século XIX e concluída somente em 1942

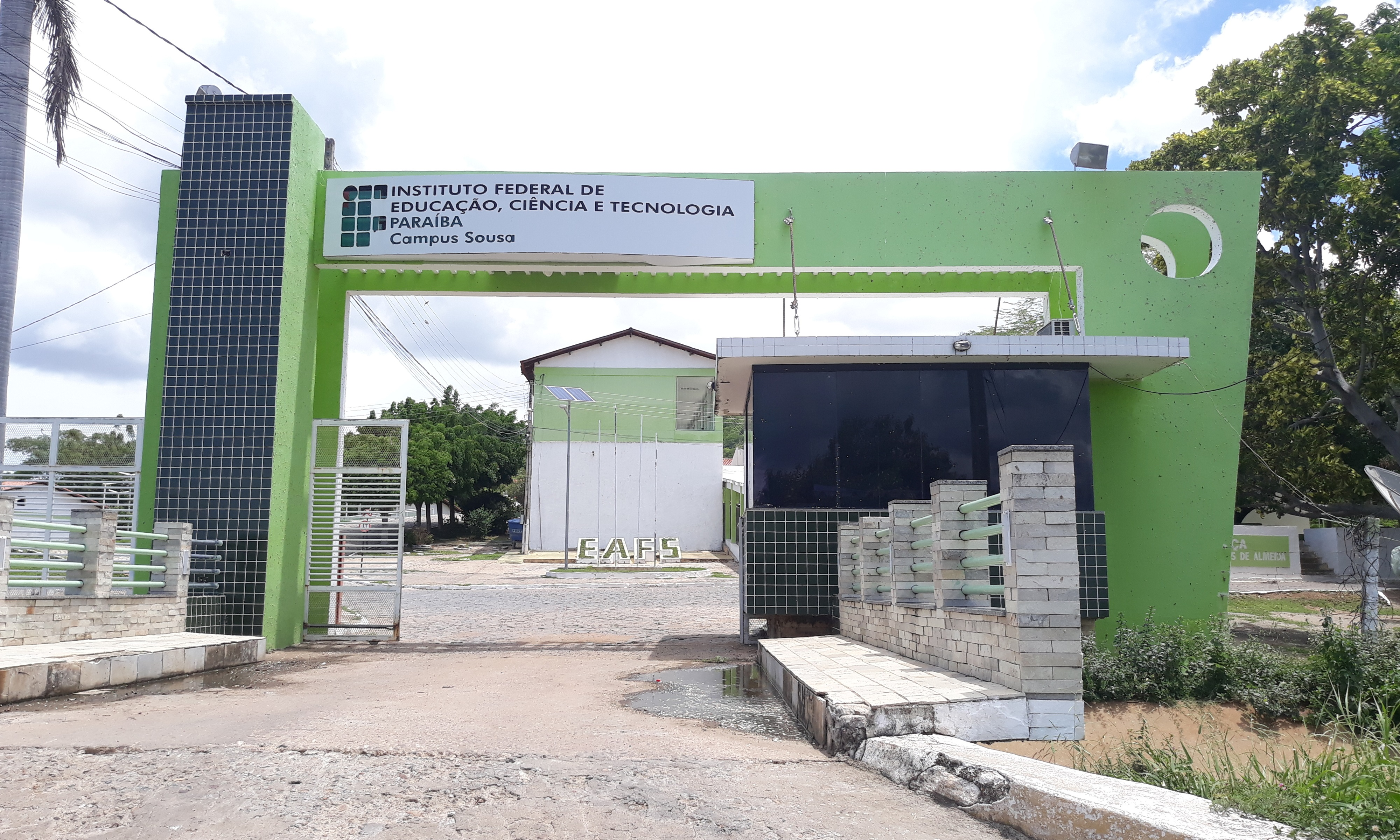
Câmpus São Gonçalo do Instituto Federal da Paraíba (IFPB), antiga Escola Agrotécnica Federal de Sousa

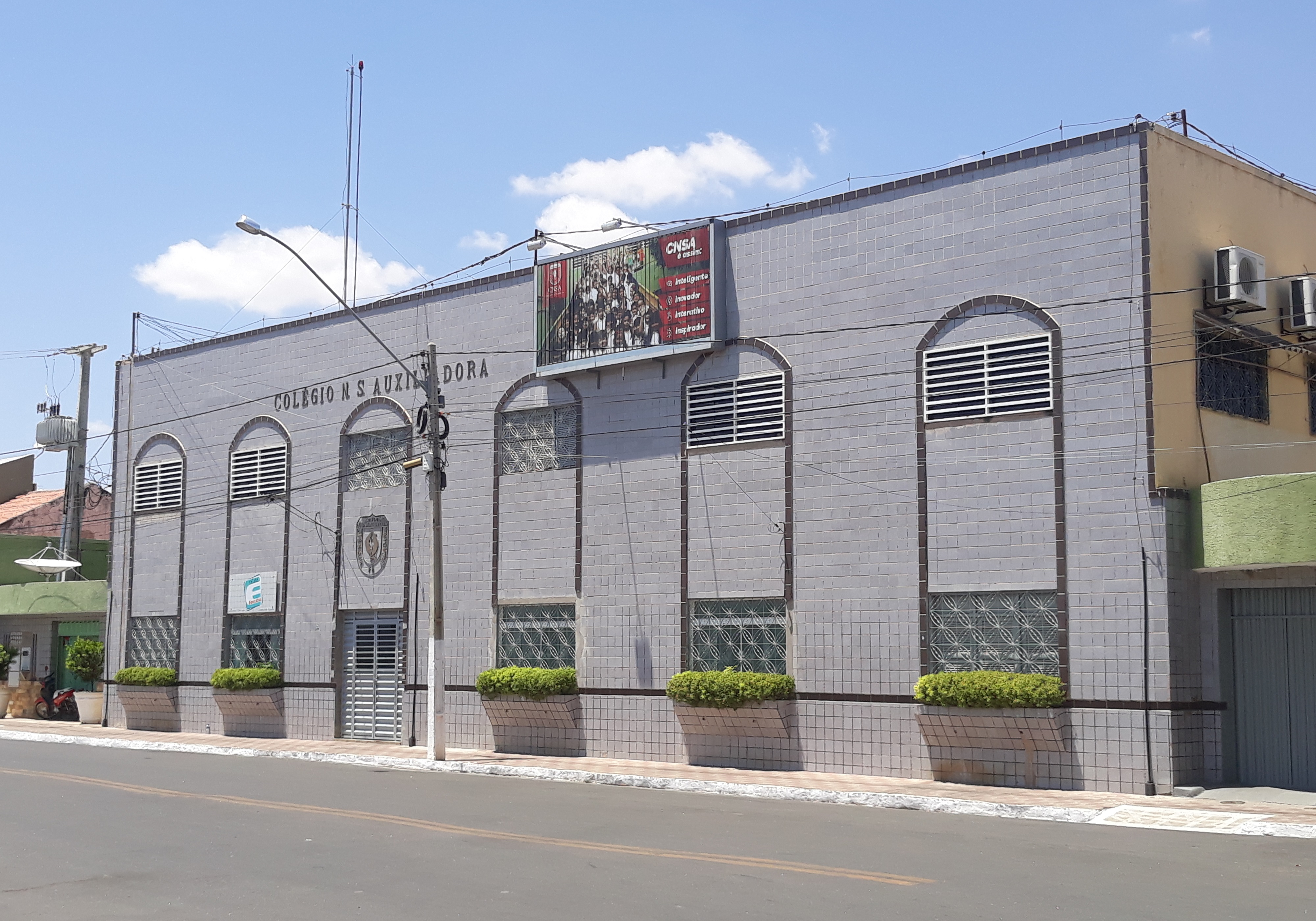
Colégio Nossa Senhora Auxiliadora, inaugurado em 1958 e tombado em 2004

A partir dos anos 1910, Sousa passaria por um intenso processo de urbanização. Em 1915, ano de uma grande seca no Sertão, foi construído o primeiro mercado público da cidade. Em 1922, chegam os primeiros trens à cidade, embora a estação ferroviária tenha sido inaugurada somente em 13 de maio de 1926, como parte da linha férrea que ligava Sousa ao estado do Ceará, operada pela Rede de Viação Cearense (RVC). Antes, em 27 de julho de 1924, um grupo de cangaceiros liderado por Virgulino Ferreira da Silva (Lampião) invadiu e saqueou a cidade.
O ano de 1925 é marcado pela chegada da eletricidade à cidade e, em 1928, é construído o prédio que abrigaria o Grupo Escolar João Suassuna, atual Colégio Cônego José Viana e, no ano seguinte, foi erguido o primeiro açougue público municipal. Em 1933 e 1936, na localidade de São Gonçalo, são inaugurados, respectivamente, o Hotel Catete e o açude São Gonçalo, ambos contando com a presença do presidente brasileiro, Getúlio Vargas. Em 1938, começa a funcionar na cidade o Colégio São José, onde outrora funcionara a Casa da Caridade. Em 1942, é finalmente concluída a Igreja Matriz de Nossa Senhora dos Remédios.
Em 12 de outubro de 1947, Sousa realiza a primeira eleição direta para prefeito, sendo eleito o candidato Emídio Sarmento de Sá. Dois anos depois, é construído o Cine Glória e Pax, cujo imóvel foi demolido em 1995. Em 1952, é inaugurada a linha ferroviária que ligava Sousa à cidade de Mossoró, no Rio Grande do Norte. Em 1955, é criado o Colégio de Economia Doméstica Rural de Sousa, a partir de 1979 Escola Agrotécnica Federal de Sousa, incorporada ao Instituto Federal da Paraíba (IFPB) em 2008.
Entre os anos de 1955 e 1957, é construída a atual Praça Capitão Antônio Vieira, por trás da Igreja Matriz e, em 1957, é construída sobre o rio do Peixe a Ponte Engenheiro Carlos Pires de Sá, permitindo o crescimento da cidade a partir da margem esquerda do rio. Em 1958 chega à cidade a Congregação das Filhas de Santa Teresa de Jesus e é inaugurado o atual Colégio Nossa Senhora Auxiliadora, no mesmo local onde funcionou o Colégio São José até 1957.
Ainda em 1958, no dia 10 de janeiro, é criada a Paróquia do Bom Jesus Eucarístico Aparecido, cuja igreja original, datada de 1855, foi demolida em 1962 para dar permitir o prolongamento da atual Rua Coronel José Gomes de Sá. De 1959 a 1963, por leis estaduais, são desmembrados do município de Sousa os distritos de São José da Lagoa Tapada (1959), Nazarezinho (1961), Santa Cruz (1961) e Lastro (1963), todos elevados à categoria de município.
Em 1961, na administração do prefeito Francisco Gonçalves da Silva, é erguida a atual Praça do Milagre Eucarístico, no local exato onde ocorreu o milagre em 1814. Nas eleições de 11 de agosto de 1963, é eleito prefeito Antônio Mariz, por uma diferença de apenas sete votos em relação ao segundo colocado. Em sua gestão, Mariz reformou a Praça Almeida Barreto, renomeada para Praça Bento Freire, e construiu a atual sede da prefeitura de Sousa, inaugurada em 1968. Em 11 de abril de 1966, é criada a Paróquia Sant'Ana, desmembrada das paróquias Nossa Senhora dos Remédios e Bom Jesus. Em 15 de agosto de 1967, é lançada a pedra fundamental para a construção do atual Santuário Eucarístico do Bom Jesus Eucarístico Aparecido. Nas eleições municipais de 15 de novembro de 1968, vence o candidato Clarence Pires de Sá, que administrou o município de 1969 a 1973.

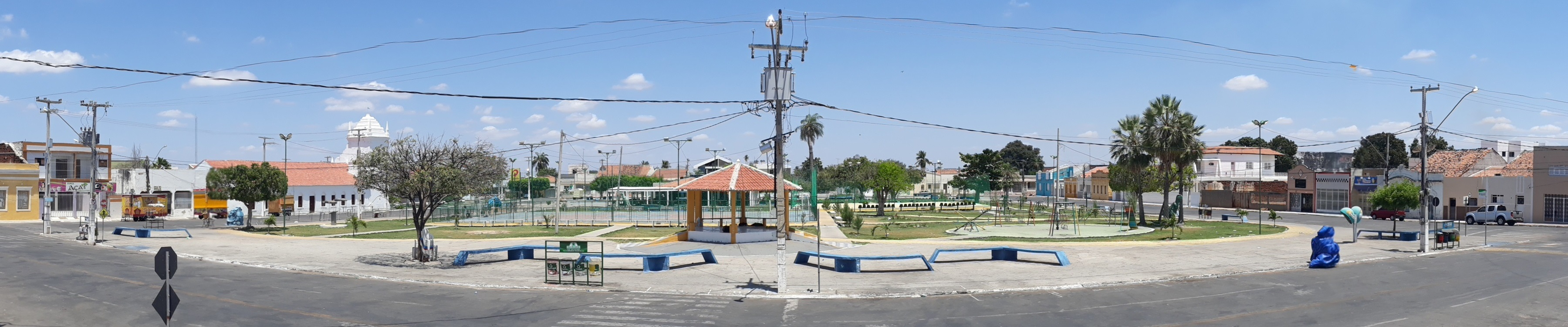
A Praça Bento Freire, inicialmente Praça Almeida Barreto, foi construída nas primeiras décadas do século XX, durante a administração do prefeito João Alvino Gomes de Sá. Nos anos 1960, foi reformada na gestão do prefeito Antônio Mariz, que alterou sua denominação para seu nome atual.

### Anos 1970-presente

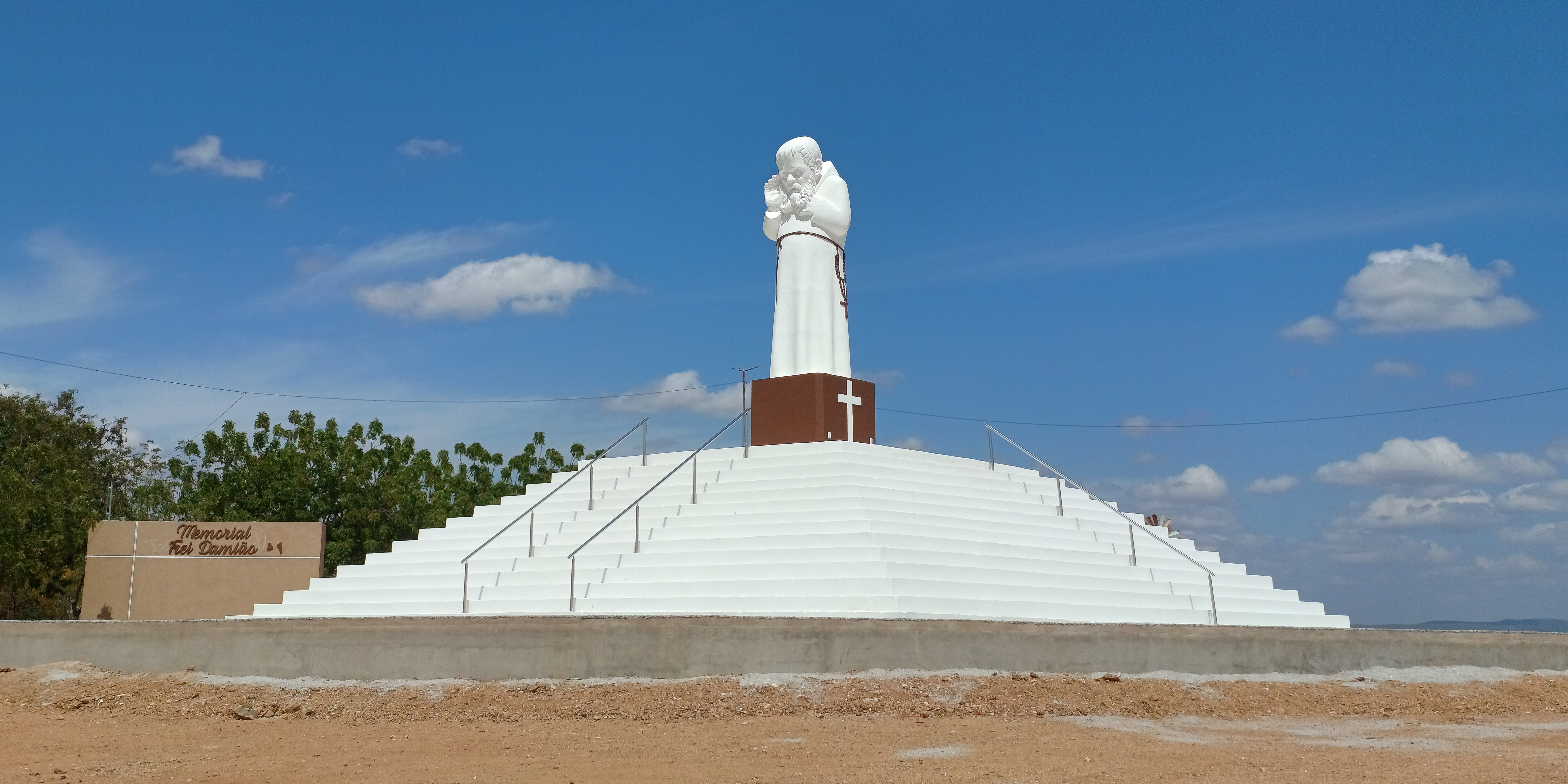
Estátua de Frei Damião, na zona rural de Sousa, inaugurada em 1976

Em 1971, por lei municipal, é criada a Faculdade de Direito de Sousa, que foi incorporada à Universidade Federal da Paraíba (UFPB) oito anos depois e à Universidade Federal de Campina Grande (UFCG) em 2002. Naquele mesmo ano chega à cidade o Cine Gadelha e, em 1972, é criado o Perímetro Irrigado de São Gonçalo. Nas eleições daquele ano vence o candidato Gilberto Sarmento, contra outros cinco candidatos. Seu antecessor, Clarence Pires, foi novamente eleito em 1976. Naquele ano, foi inaugurada a estátua de Frei Damião e adotada a bandeira do município. O mandato de Clarence começou em 31 de janeiro de 1977 e durou seis anos. Em 1980, Sousa chega a 72 887 habitantes, quando, pela primeira vez, a população urbana supera a rural.
Clarence foi sucedido por Nicodemos de Paiva Gadelha (1983-1988), João Estrela (1989-1992) e Mauro Abrantes Sobrinho (1993-1996). Em 10 de julho de 1991, é fundado o Sousa Esporte Clube, que logo conquistou a segunda divisão do Campeonato Paraibano daquele ano e se tornou campeão estadual da primeira divisão pela primeira vez em 1994. Em 29 de abril desse ano, os distritos sousenses de Aparecida, São Francisco e Vieirópolis são emancipados e elevados à categoria de município e, até a presente data, Sousa mantém seu território atual. Como consequência, a população do município caiu de 79 135 em 1991 para 62 635 em 2000.
Em 1997, João Estrela assume pela segunda vez a prefeitura e, em 2000, torna-se o primeiro prefeito reeleito da história de Sousa, administrando a cidade até 2002, ano em que foi cassado pela Justiça Eleitoral. Em seu lugar, assumiu o segundo colocado nas eleições, Salomão Benevides Gadelha. Em 2003, o Instituto do Patrimônio Histórico e Artístico do Estado da Paraíba (IPHAEP) delimitou o Centro Histórico de Sousa, homologado pelo decreto estadual 25 030, de 13 de maio de 2004, no qual foram tombados a Igreja Matriz de Nossa Senhora dos Remédios, a Fundação Antônio Mariz, a Praça do Bom Jesus Eucarístico e o Colégio Nossa Senhora Auxiliadora, que passaram a integrar o patrimônio histórico e cultural da Paraíba.
Salomão foi reeleito em 2004 e foi sucedido por Fábio Tyrone (2009-2012). Em 2013, assume a prefeitura André Gadelha, ex-deputado estadual, que não conseguiu ser reeleito em 2016, ano em que saiu vitorioso o ex-prefeito Fábio Tyrone, reeleito em 2020 com pouco mais de 70% dos votos válidos. Nas eleições de 2024, é eleito o candidato Helder Carvalho, empossado em 1° de janeiro de 2025.

## Geografia
De acordo com a divisão do Instituto Brasileiro de Geografia e Estatística (IBGE) vigente desde 2017, o município pertence à região geográfica imediata de Sousa, inserida dentro da região geográfica intermediária de Sousa-Cajazeiras. Antes, com a divisão em microrregiões e mesorregiões que vigorava desde 1989, Sousa fazia parte da microrregião homônima, que por sua vez estava incluída na mesorregião do Sertão Paraibano.
Com 728,492 km² de área, dos quais 15,9683 km² em área urbana, Sousa é o sétimo maior município da Paraíba em território, ocupando 1,2901% da superfície estadual. Limita-se com Vieirópolis, Lastro e Santa Cruz a norte; Nazarezinho e São José da Lagoa Tapada a sul; São Francisco e Aparecida a leste e, a oeste, com Marizópolis e São João do Rio do Peixe. Está a 432 km da capital estadual, João Pessoa, e a 2 037 km da capital federal, Brasília.
O relevo do município está incluído na chamada Depressão Sertaneja, com a predominância de superfícies planas cercadas por eventuais áreas mais de maior altitude. Quanto à pedologia, dois tipos de solo são predominantes, sendo eles o podzólico vermelho-amarelo equivalente eutrófico e o vertissolo, havendo áreas menores dos solos litólico eutrófico e bruno não cálcico. Tanto este último quanto os podzólicos, na nova classificação brasileira de solos, constituem os luvissolos, os solos litólicos são os neossolos e os vertissolos mantiveram sua denominação original.
Esses solos, por serem pouco profundos, são cobertos por uma vegetação xerófila de pequeno porte, a caatinga, que perde suas folhas na estação seca. Sousa abriga o Monumento Natural Vale dos Dinossauros, sítio paleontológico e unidade de conservação estadual criada pelo decreto 23 832 de 27 de setembro de 2002, que abriga a maior incidência de pegadas de dinossauros no mundo e fósseis de mais de oitenta espécies, com idade estimada em cerca de cem milhões de anos.
O município encontra-se com toda sua área territorial inserida na sub-bacia do Rio do Peixe, dentro da bacia hidrográfica do Rio Piranhas–Açu, sendo atravessado pelos rios do Peixe (este cortando a cidade), Piranhas Velho e Piranhas, além de vários outros riachos. O principal reservatório é o Açude São Gonçalo, no distrito homônimo, com capacidade para 40 582 277 m³. Este reservatório foi projetado por engenheiros dos Estados Unidos e teve sua construção sido iniciada em 1922, sendo inaugurado em 1936, contando com a participação do presidente Getúlio Vargas. Além de São Gonçalo, outros açudes do município são: Juá, dos Patos e Velho, além das lagoas da Estrada, de Forno e da Vereda.

### Clima
| Maiores acumulados de precipitação em 24 horas registrados em Sousa por meses (AESA) | Maiores acumulados de precipitação em 24 horas registrados em Sousa por meses (AESA) | Maiores acumulados de precipitação em 24 horas registrados em Sousa por meses (AESA) | Maiores acumulados de precipitação em 24 horas registrados em Sousa por meses (AESA) | Maiores acumulados de precipitação em 24 horas registrados em Sousa por meses (AESA) | Maiores acumulados de precipitação em 24 horas registrados em Sousa por meses (AESA) |
| Mês                                                                                  | Acumulado                                                                            | Data                                                                                 | Mês                                                                                  | Acumulado                                                                            | Data                                                                                 |
| ------------------------------------------------------------------------------------ | ------------------------------------------------------------------------------------ | ------------------------------------------------------------------------------------ | ------------------------------------------------------------------------------------ | ------------------------------------------------------------------------------------ | ------------------------------------------------------------------------------------ |
| Janeiro                                                                              | 140 mm                                                                               | 15/01/2025                                                                           | Julho                                                                                | 55,3 mm                                                                              | 02/07/2000                                                                           |
| Fevereiro                                                                            | 178 mm                                                                               | 06/02/1981                                                                           | Agosto                                                                               | 70,5 mm                                                                              | 04/08/2022                                                                           |
| Março                                                                                | 148 mm                                                                               | 03/03/1947                                                                           | Setembro                                                                             | 38 mm                                                                                | 18/09/1974                                                                           |
| Abril                                                                                | 127,2 mm                                                                             | 06/04/1967                                                                           | Outubro                                                                              | 119,3 mm                                                                             | 27/10/2013                                                                           |
| Maio                                                                                 | 154 mm                                                                               | 06/05/2008                                                                           | Novembro                                                                             | 95 mm                                                                                | 25/11/1947                                                                           |
| Junho                                                                                | 72 mm                                                                                | 10/06/1918                                                                           | Dezembro                                                                             | 159,8 mm                                                                             | 19/12/2013                                                                           |
| Período: 1911-1985 e a partir de 1994                                                |                                                                                      |                                                                                      |                                                                                      |                                                                                      |                                                                                      |

O clima sousense é tropical semiárido, do tipo Bsh segundo Köppen, com temperaturas elevadas e chuvas concentradas entre os meses de janeiro e abril.
Conforme dados da Agência Executiva de Gestão de Águas do Estado da Paraíba (AESA), desde dezembro de 1910, quando teve início o monitoramento pluviométrico na cidade, o maior acumulado de chuva em 24 horas chegou a 178 mm em 6 de fevereiro de 1981. Acumulados iguais ou superiores a 150 mm foram: 170,4 mm em 16 de fevereiro de 2019, 159,8 mm em 19 de dezembro de 2013 e 154 mm em 6 de maio de 2008.
É no município de Sousa, mais exatamente no distrito de São Gonçalo, onde o Sol mais brilha no Brasil, ultrapassando 3 200 horas/ano de insolação. Conforme dados da estação meteorológica operada pelo Instituto Nacional de Meteorologia (INMET) no distrito, referentes ao período de 1961 a 1990 e a partir de 1994, a menor temperatura registrada no local de 12,2 °C em 27 de junho de 2008 e a maior atingiu 39,3 °C em 6 de novembro de 2015.
| Dados climatológicos para Sousa                                                                          | Dados climatológicos para Sousa | Dados climatológicos para Sousa | Dados climatológicos para Sousa | Dados climatológicos para Sousa | Dados climatológicos para Sousa | Dados climatológicos para Sousa | Dados climatológicos para Sousa | Dados climatológicos para Sousa | Dados climatológicos para Sousa | Dados climatológicos para Sousa | Dados climatológicos para Sousa | Dados climatológicos para Sousa | Dados climatológicos para Sousa |
| Mês | Jan                             | Fev                             | Mar                             | Abr                             | Mai                             | Jun                             | Jul                             | Ago                             | Set                             | Out                             | Nov                             | Dez                             | Ano                             |
| --- | ------------------------------- | ------------------------------- | ------------------------------- | ------------------------------- | ------------------------------- | ------------------------------- | ------------------------------- | ------------------------------- | ------------------------------- | ------------------------------- | ------------------------------- | ------------------------------- | ------------------------------- |
| Temperatura máxima recorde (°C)                                                                          | 38,2                            | 38,5                            | 34,7                            | 35,2                            | 33,5                            | 34,2                            | 35,5                            | 38,1                            | 39,3                            | 39,9                            | 39,1                            | 39                              | 39,9                            |
| Temperatura mínima recorde (°C)                                                                          | 21,6                            | 20,8                            | 21,6                            | 21,6                            | 19,7                            | 18,4                            | 17,7                            | 17,9                            | 19,1                            | 21                              | 21,1                            | 20                              | 17,7                            |
| Precipitação (mm)                                                                                        | 109,4                           | 157,4                           | 219,2                           | 166,6                           | 86,3                            | 39,4                            | 20,2                            | 6,7                             | 3,2                             | 13,2                            | 10                              | 44,3                            | 876                             |
| Fonte: AESA (recordes de temperatura: 10/07/2023-presente; precipitação: Atlas Pluviométrico da Paraíba) |                                 |                                 |                                 |                                 |                                 |                                 |                                 |                                 |                                 |                                 |                                 |                                 |                                 |

| Dados climatológicos para Sousa (São Gonçalo)                                                          | Dados climatológicos para Sousa (São Gonçalo) | Dados climatológicos para Sousa (São Gonçalo) | Dados climatológicos para Sousa (São Gonçalo) | Dados climatológicos para Sousa (São Gonçalo) | Dados climatológicos para Sousa (São Gonçalo) | Dados climatológicos para Sousa (São Gonçalo) | Dados climatológicos para Sousa (São Gonçalo) | Dados climatológicos para Sousa (São Gonçalo) | Dados climatológicos para Sousa (São Gonçalo) | Dados climatológicos para Sousa (São Gonçalo) | Dados climatológicos para Sousa (São Gonçalo) | Dados climatológicos para Sousa (São Gonçalo) | Dados climatológicos para Sousa (São Gonçalo) |
| Mês | Jan                                           | Fev                                           | Mar                                           | Abr                                           | Mai                                           | Jun                                           | Jul                                           | Ago                                           | Set                                           | Out                                           | Nov                                           | Dez                                           | Ano                                           |
| --- | --------------------------------------------- | --------------------------------------------- | --------------------------------------------- | --------------------------------------------- | --------------------------------------------- | --------------------------------------------- | --------------------------------------------- | --------------------------------------------- | --------------------------------------------- | --------------------------------------------- | --------------------------------------------- | --------------------------------------------- | --------------------------------------------- |
| Temperatura máxima recorde (°C)                                                                        | 38,4                                          | 38,3                                          | 38,2                                          | 37,6                                          | 37,2                                          | 36,6                                          | 37,2                                          | 37,7                                          | 38,5                                          | 38,8                                          | 39,3                                          | 39                                            | 39,3                                          |
| Temperatura máxima média (°C)                                                                          | 33,6                                          | 32,6                                          | 32,1                                          | 31,6                                          | 31,2                                          | 31,3                                          | 31,9                                          | 33,2                                          | 34,7                                          | 35,4                                          | 35,4                                          | 34,7                                          | 33,1                                          |
| Temperatura média compensada (°C)                                                                      | 27                                            | 26,4                                          | 26,1                                          | 25,9                                          | 25,6                                          | 25,1                                          | 25,5                                          | 26,5                                          | 27,6                                          | 27,9                                          | 28,2                                          | 27,8                                          | 26,6                                          |
| Temperatura mínima média (°C)                                                                          | 22,3                                          | 21,9                                          | 22                                            | 21,8                                          | 21                                            | 19,5                                          | 19,2                                          | 19,9                                          | 20,9                                          | 21,5                                          | 22,1                                          | 22,1                                          | 21,2                                          |
| Temperatura mínima recorde (°C)                                                                        | 16,2                                          | 17,2                                          | 17,2                                          | 16,6                                          | 15,3                                          | 12,2                                          | 12,6                                          | 13                                            | 14,6                                          | 17,2                                          | 15,8                                          | 15,3                                          | 12,2                                          |
| Precipitação (mm)                                                                                      | 163,2                                         | 163,5                                         | 252,9                                         | 181,4                                         | 124,4                                         | 37,8                                          | 21                                            | 10,7                                          | 2                                             | 9,9                                           | 12,2                                          | 71,2                                          | 1 050,2                                       |
| Dias com precipitação                                                                                  | 10                                            | 10                                            | 14                                            | 12                                            | 9                                             | 4                                             | 3                                             | 2                                             | 1                                             | 0                                             | 1                                             | 5                                             | 71                                            |
| Umidade relativa compensada (%)                                                                        | 69                                            | 73,7                                          | 76,1                                          | 76,6                                          | 73,3                                          | 64,6                                          | 56,1                                          | 51                                            | 49,6                                          | 54,4                                          | 56,8                                          | 62,9                                          | 63,7                                          |
| Insolação (h)                                                                                          | 261,7                                         | 235,2                                         | 253,3                                         | 248,8                                         | 253,6                                         | 251,8                                         | 262,8                                         | 291,6                                         | 294,9                                         | 315,6                                         | 303,6                                         | 283,7                                         | 3 256,6                                       |
| Fonte: INMET (normal climatológica de 1981-2010; recordes de temperatura: 1961 a 1990 e 1994-presente) |                                               |                                               |                                               |                                               |                                               |                                               |                                               |                                               |                                               |                                               |                                               |                                               |                                               |

## Demografia
Entre os censos de 2010 e 2022, a população de Sousa cresceu  apenas 2,22%, a uma taxa de 0,18% ao ano. Com 65 803 habitantes em 2010, esse número subiu para 67 259 em 2022, assumindo a sexta posição a nível estadual, a 114ª colocação a nível regional e a 488ª a nível nacional. A densidade demográfica era de 92,33 hab./km² e a razão de sexo era de 93,14, com 51,78% dos habitantes do sexo feminino e 48,22% do sexo masculino. Ao mesmo tempo, 79,45% dos habitantes viviam na zona urbana e 20,55% na zona rural.
Em relação à cor ou raça, pouco mais da metade (50,74%) da população era parda, 40,68% branca e 8,43% preta, 0,12% amarela e apenas 0,02% indígena. Ainda segundo o mesmo censo, 79,02% dos habitantes acima dos dez anos se declararam católicos, 15,24% evangélicos, 0,33% espíritas e 0,36% umbandistas e candomblecistas; outros 3,24% não tinham religião e 0,08% não declararam; outras denominações, 1,73%.
O Índice de Desenvolvimento Humano (IDH-M) do município é considerado médio, de acordo com dados do Programa das Nações Unidas para o Desenvolvimento (PNUD). Segundo dados do relatório de 2010, divulgados em 2013, seu valor era 0,668, estando na nona posição a nível estadual e na 2 716ª colocação a nível nacional. Considerando-se apenas o índice de longevidade, seu valor é 0,814, o valor do índice de renda é 0,645 e o de educação 0,567. No mesmo ano, 75,06% da população viviam acima da linha de pobreza, 14,44% entre as linhas de indigência e de pobreza e 10,5% abaixo da linha de indigência. Ainda no mesmo ano, os 20% mais ricos detinham 58,36% do rendimento total municipal, enquanto os 20% mais pobres apenas 3,12%, sendo o índice de Gini, que mede a desigualdade social, igual a 0,548.

## Política e administração
De acordo com lei orgânica do município, promulgada em 5 de abril de 1990 e atualizada por emendas posteriores, são poderes do município, independentes e harmônicos entre si, o executivo e o legislativo. O prefeito exerce o poder executivo e é auxiliado pelo seu gabinete de secretários. O poder legislativo é representado pela Câmara Municipal, formada por quinze vereadores. Cabe à casa elaborar e votar leis fundamentais à administração e ao executivo, especialmente o orçamento municipal. Tanto o prefeito quanto os vereadores são eleitos pelo voto direto para mandatos de quatro anos.
Existem também alguns conselhos municipais em atividade, entre eles: Alimentação Escolar, Assistência Social, Cultura, Desenvolvimento Rural, Direitos da Criança e do Adolescente, Direitos da Mulher, Direitos da Pessoa com Deficiência, Direitos da Pessoa Idosa, Educação, FUNDEB, Meio Ambiente, Saúde, Segurança Pública e Tutelar. Sousa possui uma comarca do poder judiciário estadual, de entrância final, com sede no Fórum Dr. José Mariz, cujos termos são Aparecida, Joca Claudino, Lastro, Marizópolis, Nazarezinho, Poço Dantas, Santa Cruz, São Francisco, São José de Lagoa Tapada, Uiraúna e Vieirópolis. Pertence à 35ª zona eleitoral da Paraíba e possuía, de acordo com Tribunal Superior Eleitoral (TSE), 47 361 eleitores em dezembro de 2024, representando 1,471% do total da Paraíba.

## Subdivisões

### Bairros da zona urbana
- Alto Capanema
- Alto do Cruzeiro
- André Gadelha
- Angelim
- Areias
- Assis Garrido
- Augusto Braga (Mutirão)
- Bancários
- Boa Vista
- Centro
- Dr. Zezé
- Estação
- Estreito
- Frei Damião
- Gato Preto
- Guanabara
- Jardim Bela Vista
- Jardim Brasília
- Jardim Iracema
- Jardim Sant'ana
- Jardim Sorrilândia I
- Jardim Sorrilândia II
- Jardim Sorrilândia III
- Jardins
- José Lins do Rêgo
- Maria Rachel
- Nossa Senhora de Fátima
- Projeto Mariz
- Raquel Gadelha
- Várzea da Cruz
- São José
- Quilombo
- Lagoa dos Patos
- Sousa 1

## Economia

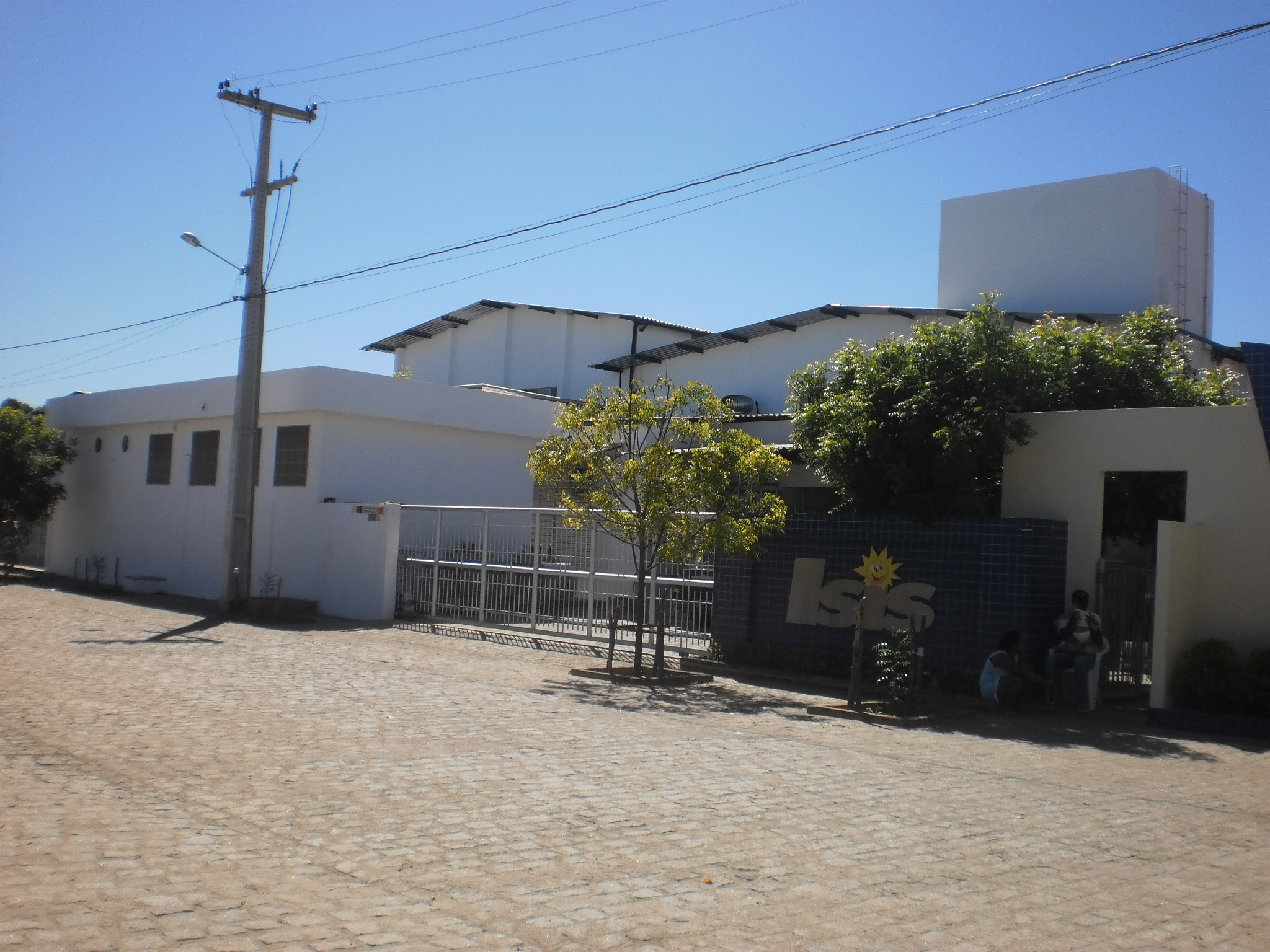
Fábrica de iogurte da Isis

A economia da cidade é bastante diversificada, embora tenha o setor de serviços o maior responsável pela arrecadação de impostos no município. A cidade se destaca também na produção de coco. Mas a produção de coco da cidade contribui apenas em 1% da produção nacional gerando uma receita bruta de R$ 5.700.000,00 reais, o que situa Sousa na 15ª posição entre as regiões produtoras de coco do Brasil.
Ainda no ramo agrícola, o projeto do Perímetro Irrigado das Várzeas de Sousa, conta com inovação produtiva no setor biodinâmico, em projetos de grande e pequeno porte, com destaque à recente retomada da cultura algodoeira no estado, através do Grupo Santana, empresa potiguar proprietária de mais de 1000 hectares do perímetro.
No Ramo industrial Sousa se destaca como uma das cidades mais industrializadas da Paraíba, com pouco mais de 164 indústrias.

## Cultura
Sousa conta com o Centro Cultural Banco do Nordeste, um grande equipamento financiado pelo Banco do Nordeste, que se compara ao dos grandes centros e conta com biblioteca, biblioteca virtual, teatro e cinema.

### Futebol
A cidade conta com os clubes de futebol local, como o Sousa Esporte Clube e a Sociedade Esportiva de Sousa.

### Feriados
Em Sousa há dois feriados municipais, além de oito feriados nacionais e três pontos facultativos. Os feriados municipais são o dia 10 de julho, data de aniversário do município, e o dia 8 de setembro, dia da padroeira.